# Homoneura trochantera
Homoneura trochantera är en tvåvingeart som beskrevs av Miller 1977. Homoneura trochantera ingår i släktet Homoneura och familjen lövflugor.
Artens utbredningsområde är Kalifornien. Inga underarter finns listade i Catalogue of Life.